# Roland (entreprise)
Pour les articles homonymes, voir Roland (homonymie).
Roland Corporation, connue sous le nom de Roland, est une entreprise japonaise fabriquant des instruments de musique électroniques. Elle a été fondée le 18 avril 1972 par Ikutaro Kakehashi à Ōsaka. Deux variantes existent quant à l'origine du nom de cette société. Selon la première version, son nom viendrait du poème épique français La Chanson de Roland. Selon l'autre hypothèse, plus vraisemblable, Roland était vouée à l'export et, peu satisfait des difficultés que suscitait la prononciation de sa première société, Ace Electronic Industries Inc., Ikutaro Kakehashi cherchait un nom commercial facilement prononçable dans les différents pays d'export. Il aurait alors retenu le nom Roland dans un annuaire téléphonique, en recherchant un nom à consonance américaine à la lettre 'R'.
Roland distribue ses produits sous plusieurs marques :
- BOSS (pédales d'effets pour guitare, effets, boîtes à rythmes). Certaines pédales sont très connues comme la DS-1 et sont commercialisées depuis la fin des années 1970.
- Edirol (matériel audio et vidéo)
- Rodgers Instruments (orgues)
- Roland Digital Group (imprimantes).

## Chronologie des principaux produits

### Professionnels
- 1973 : Roland SH-1000 : selon Roland, le premier clavier synthétiseur japonais.
- 1975 : Roland System 100 (en)
- 1975 : Roland JC-120 : amplificateur pour guitare
- 1981 : Roland Jupiter-8 : synthétiseur analogique polyphonique à 8 voix.
- 1981 : Roland TR-808 : une des premières boîtes à rythmes programmables, que l'on retrouve dans d'innombrables disques.
- 1982 : Roland TB-303
- 1982 : Roland Juno-6, Roland Juno-60 (programmable) synthétiseurs polyphoniques 6 voix
- 1983: Roland Jupiter-6, premier synthétiseur MIDI de la marque.
- 1983 : Roland JX-3P : deuxième synthétiseur compatible MIDI.
- 1984 : Roland Juno-106 : synthétiseur analogique
- 1984 : Roland TR-909 : boîte à rythmes très populaire au début des années 1990, que l'on retrouve dans beaucoup de disques de dance et de techno.
- 1984 : Roland JX-8P : synthétiseur analogique
- 1986 : Roland Super JX : synthétiseur analogique
- 1986 : Roland D-50 : un des plus célèbres synthétiseurs à synthèse L.A. Linear Arithmetic
- 1987 : Roland MT-32 : synthétiseur MIDI de type expandeur de haute qualité pour ordinateur compatible PC, très utilisée à la fin des années 1980 et au début des années 1990 dans les plus grands jeux PC de l'époque, et plus particulièrement ceux des sociétés Sierra, LucasArts, Westwood ou Delphine Software.
- 1988 : Roland D-20 et Roland E-20 (utilisant également la technologie LA Synthesis system utilisée sur le fameux  Roland D-50 ; le Roland E-20 fut le premier produit de Roland Europe SpA, société créée après l'acquisition de la société italienne SIEL). Roland W30, clavier sampler.
- 1989 : Roland LAPC-I, une carte son au format ISA pour les ordinateurs de type IBM PC. Elle combine la technologie du MT-32 avec l'interface MIDI Roland MPU-401.
- 1989 : Octapad : batterie électronique.
- 1990 : Roland D-70: synthétiseur clavier 76 touches successeur du U-20.
- 1991 : Roland SoundCanvas : premier synthétiseur à la norme General MIDI.
- 1991 : Roland JD-800 : Le JD-800 marque le retour des synthétiseurs faciles à programmer.
- 1994 : Roland S-760 : échantillonneur 16 bits avec filtres résonants.
- 1996 : Roland MC-303 premier synthétiseur, boîte à rythmes et séquenceur sans clavier : ce type d'instrument prend le nom de « Groovebox ».
- 1997: V-Drums TD-10 (première batterie à peau maillé au monde)
- 1998 : MC-505 : successeur du MC-303 avec un synthétiseur et un séquenceur améliorés.
- 2000 : Handsonic HPD-15 : premier multi-pad électronique de percussion sensible à la pression. Se joue manuellement, sans baguettes. Divisé en 15 zones, doté de 2 rubans de contrôle, d'un séquenceur et du système infra-rouge D-Beam.
- 2002 : MC-909 : successeur de la série « Groovebox » avec un séquenceur 16 pistes et un échantillonneur intégré.

- 2003 : V-Synth
- 2004: V-Drums TD-20
- 2005 : Juno-D
- 2005 : Roland SP-404
- 2006 : Roland MC-808
- 2006 : Roland Juno-G
- 2007 : Roland VG-99
- 2008 : Roland Juno Stage

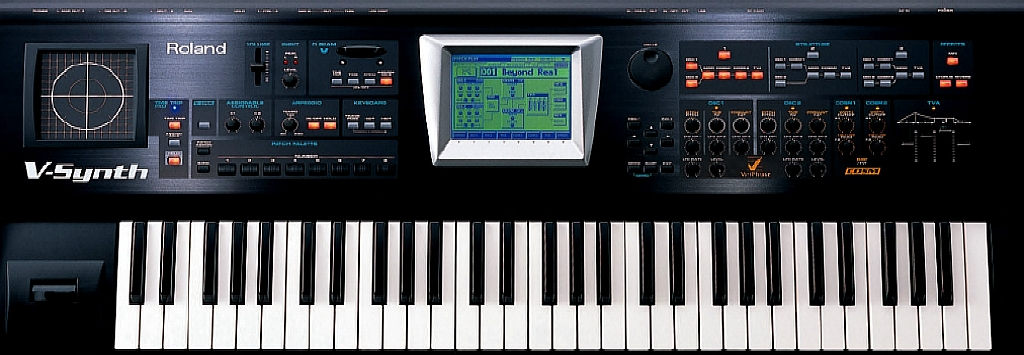
Roland V-Synth

- 2009 : AX-Synth, un synthétiseur portable pour la scène
- 2012 : V-Drums TD-30
- 2016 : V-Drums TD-50
- 2020 : Gamme VAD (pour les modules TD-07, TD-17, TD-27, TD-50)
- 2024 : V-Drums TD713 ; TD716 ; VAD716

### Les batteries électroniques Roland
Les batteries électroniques sont constituées d'un module, et d'une séries de pads (zones de frappe avec capteur intégré) permettant de simuler le jeu sur les différents éléments d'une batterie traditionnelle.
Dans les modèles Roland, la génération est caractérisée par le numéro du module. On trouve les modules suivants :
TD-1, TD-02, TD-3, TD4, TD-5, TD-6, TD-7, TD-07, TD-8, TD-9, TD-10, TD-11, TD-12, TD-15, TD-17, TD-20, TD-25, TD-27, TD-30, TD-50, et le dernier en date (Septembre 2024), le module V71. Toute ces batteries ont un look de batterie électronique! Puis est arrivé en 2020 la gamme VAD (V-drums Acoustic Design) 
Gamme compact: HD-1 et HD-3 (plus commercialisée)
Puis, les kits correspondant aux différents modules sont indiqués par les lettres k, s, v et w en supplément.
Exemple sur un modèle bas de gamme: en premier sont sortis les TD-3k et TD-3s (équivalent de TD-3k aux États-Unis). Une évolution, avec un pad supplémentaire sous la forme d'une meilleure caisse claire, a suivi : TD-3kv. Finalement, la dernière version inclut une caisse claire avec peau maillée : TD-3kw.

### Familiaux
Roland déclina à partir de la fin des années 80 une gamme de claviers/arrangeurs familiaux, la série E  E-16, E-36, E-56, E-66, E-86 puis un peu plus tard le E-96.

### Stations de travail
Depuis les années 2010, la série Fantom constitue le fleuron de la gamme. Les FA06, FA07 et FA08 en sont les derniers représentants. Ces derniers sont basés sur le générateur de son de l'Integra-7 et ses différentes technologies de synthèse, groupées sous le nom de Supernatural visant à restituer la complexité des sons, par modélisation physique (pianos), analogique (synthétiseurs), orgues etc. La loi de Moore permit à ces appareils d'être pourtant dans les mêmes gammes de prix que leurs prédécesseurs E-66 et E-86.
Roland commercialise également de nombreux amplificateurs, dont l'ampli portable Micro Cube apparu en 2004, qui a connu un grand succès.

### Autres
Roland fabrique aussi plusieurs modèles « d'accordeurs électroniques » pour guitare, guitare électrique et guitare basse.
Roland propose toujours en 2019 trois instruments classiques  sous le nom de Roland Classic : deux orgues à deux claviers et pédalier : les C.330 et C.380 ainsi qu'un clavecin digital C.30 à un clavier dans lequel on trouve enregistrés un clavecin français, un clavecin flamand, un pianoforte et un orgue positif. Le clavecin digital est apparu pour la première fois en 1988 sous les références C.20 et C.50, puis en 1998 sous la référence C.50. Le C.30 en est la version la plus aboutie avec 128 voix polyphoniques.